# Luigi Zampa
Luigi Zampa (Roma, 2 de janeiro de 1905 - Roma, 16 de agosto de 1991) foi um diretor de cinema italiano.

## Biografia
Ele fez o curso de Engenharia, mas abandonou-o na metade para fazer teatro. O passo seguinte foi um estágio no Centro Experimental de Cinema, onde passou a escrever roteiros, estreando como diretor na década de 1940.
Ganhou prestígio em 1946 quando dirigiu Aldo Fabrizi em "Viver em Paz", uma comédia recheada de elementos dramáticos. Essa foi aliás a sua marca, realizar comédias que tivessem uma boa dose dramática inserida nelas.
Seus filmes mais conhecidos foram "Cidade da Perdição"; "A Romana" com Gina Lollobrigida e "Bisturi, a Máfia Branca" com Enrico Maria Salerno.

## Filmografia

### Como diretor
- 1933 Risveglio di una città
- 1941 L'attore scomparso
- 1942 C'è sempre un ma!
- 1942 The Adventures of Fra Diavolo (Fra' Diavolo)
- 1942 Signorinette
- 1945 L'abito nero da sposa
- 1946 A Yank in Rome  (Un Americano in vacanza)
- 1947 To Live in Peace (Vivere in pace)
- 1947 L'onorevole Angelina
- 1948 Difficult Years (Anni difficili)
- 1949 Alarm Bells
- 1949 Children of Chance
- 1950 The White Line (Cuori senza frontiere)
- 1951 Rome-Paris-Rome (Signori, in carrozza!)
- 1951 His Last Twelve Hours (È più facile che un cammello...)
- 1952 The City Stands Trial (Processo alla città)
- 1953 We, the Women (Siamo donne)
- 1953 Easy Years (Anni facili)
- 1954 Of Life and Love (Questa è la vita)
- 1955 Woman of Rome (La Romana)
- 1955 The Art of Getting Along (L'arte di arrangiarsi)
- 1955 Girls of Today  (Ragazze d'oggi)
- 1958 Ladro lui, ladra lei
- 1958 The Love Specialist (La ragazza del palio)
- 1959 The Magistrate (Il magistrato)
- 1960 The Traffic Policeman (Il vigile)
- 1962 Roaring Years (Gli anni ruggenti)
- 1963 Shivers in Summer (Frenesia dell'estate)
- 1965 A Question of Honour (Una questione d'onore)
- 1966 Il Marito di Olga, episode of  I nostri mariti
- 1968 Be Sick... It's Free (Il medico della mutua)
- 1968 Anyone Can Play (Le dolci signore)
- 1970 Let's Have a Riot (Contestazione generale)
- 1971 A Girl in Australia (Bello, onesto, emigrato Australia sposerebbe compaesana illibata)
- 1973 Hospitals: The White Mafia (Bisturi, la mafia bianca)
- 1975 The Flower in His Mouth (Gente di rispetto)
- 1977 Il mostro
- 1979 Tigers in Lipstick (Letti selvaggi)

### Redator
- 1939 Un mare di guai
- 1939 A Thousand Lire a Month
- 1939 Dora Nelson